# Man o'War
Pour les articles homonymes, voir Man O'war.
Man o'War (1917-1947) est l'un des chevaux de course les plus célèbres du XXe siècle dans les courses de plat. Né à Lexington, dans le Kentucky, issu de Fair Play, un étalon important, et de Mahubah (par Rock Sand), il est souvent considéré comme le meilleur cheval de l'histoire des courses américaines.

## Carrière de courses

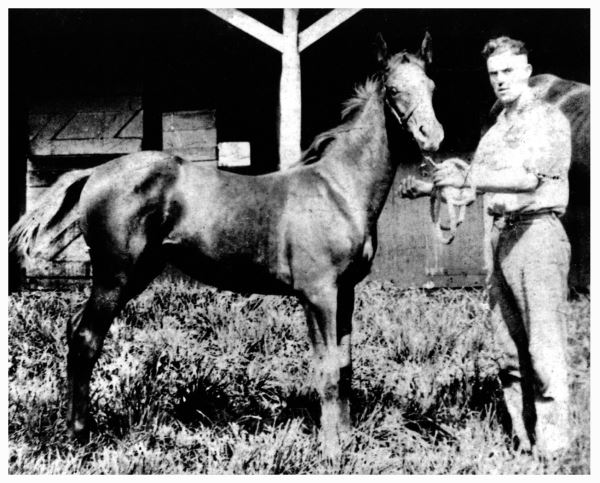
Man o'War à l'âge d'un an

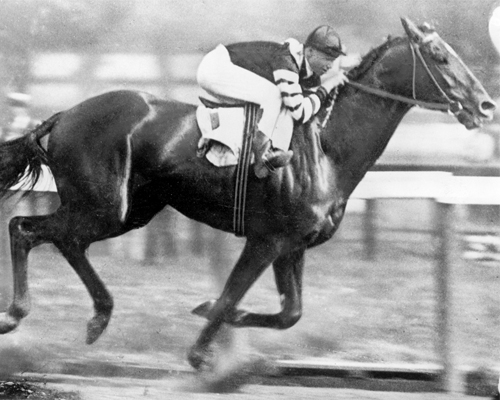
Dans les Belmont Stakes (1920)

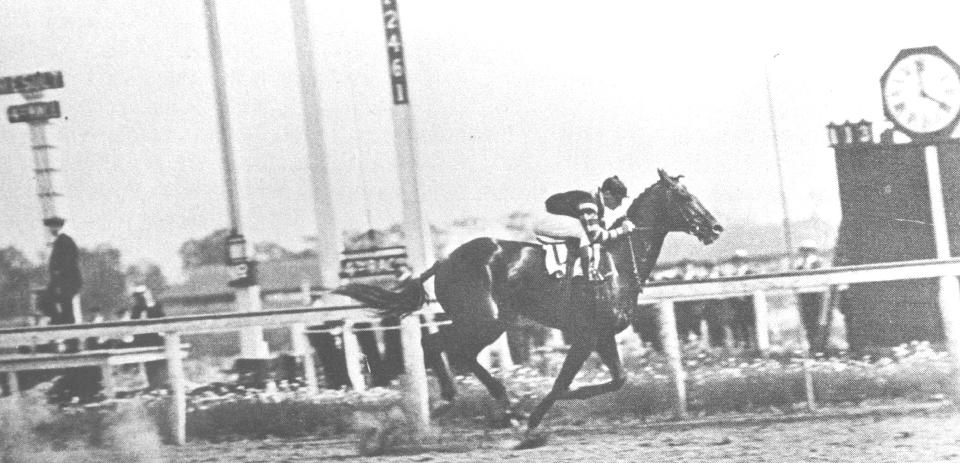
Man o'War lors de sa victoire dans le Stuyvesant Handicap, le 22 juin 1920

Élevé dans le Kentucky par August Belmont Jr. (dont le père donna son nom aux Belmont Stakes), Man o'War fut nommé ainsi par la femme de ce dernier, en hommage à son mari parti sur le front français durant la première guerre mondiale. En 1918, Belmont décide de vendre son élevage, et le yearling passe sur le ring à Saratoga, où Samuel D. Riddle l’acquiert pour 5 000 dollars. Le poulain est envoyé à Glen Riddle Farm, dans le Maryland. Entraîné par Louis Feustel, Man o'War fait d’impressionnant débuts en juin 1919 à Belmont Park, s’imposant par six longueurs, puis enchaîne par une victoire écrasante dans les Keene Memorial Stakes.  
En vingt-quatre jours de juin, Man o'War a enchaîné cinq victoires. Mais cette année-là, le cheval allait connaître la seule et unique défaite de sa carrière, dans les Sanford Memorial Stakes à Saratoga, qui acquit ainsi sa réputation de "cimetière des champions" (qui vaudra bien des années plus tard pour des champions tels que Secretariat et American Pharoah). Elle s’explique aisément : à l’époque, le départ était donné à l’élastique, et la course démarra alors que le cheval, complètement à l’arrêt, tournait le dos à la piste. Parti loin derrière le peloton, il fut en outre particulièrement mal monté par son jockey paniqué par ce départ catastrophique. Trop pressé de revenir près de la tête, Loftus donna un parcours exécrable au champion, qui termina malgré tout très fort à une encolure du vainqueur, un certain Upset, passé à la postérité pour ce fait d’armes - l’expression « upset » désignant parfois, en sport, le fait qu’un favori soit battu par un outsider à la surprise générale. À la fin de son année de 2 ans, Man o'War, était néanmoins l’incontestable leader de sa génération, ayant remporté neuf de ses dix courses. 
En 1920, Johnny Loftus se vit refuser le renouvellement de sa licence de jockey. Il fut remplacé sur la selle de Man o'War par Clarence Kummer. Louis Feustel refusa d’engager son prodige dans le Kentucky Derby, estimant prématuré de faire courir au mois de mai un 3 ans sur les 2 000 mètres de Churchill Downs. En outre, son propriétaire n'aimait pas courir dans le Kentucky. En revanche, Man o'War remporta les Preakness Stakes (sur 1 800 m à l’époque) puis les Belmont Stakes (sur 2 300 m à l’époque), et ce par vingt longueurs, en pulvérisant le record de la course en 2'14"20. Il enrichit son palmarès en accumulant les victoires notamment dans les Dwyer Stakes, les Travers Stakes, le Stuyvesant Handicap, la Jockey Club Gold Cup. 
Invincible, il faisait fuir la concurrence, si bien qu’il n’eut aucun adversaire déclaré à la veille des Lawrence Realization Stakes, jusqu’à ce que le valeureux Hoodwink, réputé pour être l’un des meilleurs chevaux du pays, relève le gant. Man o'War le devança de 100 longueurs (certains disent plus), soit le plus grand écart jamais enregistré dans l’histoire des courses. Le phénomène boucla ses 2 600 m en 2'40"80, un record qui tient toujours sur l’hippodrome d’Aqueduct. Man o’War fit ses adieux à Windsor, au Canada, dans la Kenilworth Park Gold Cup, qui fut la première course hippique entièrement filmée de l’histoire. Le crack était opposé au champion Sir Barton, le premier vainqueur de ce qui allait devenir la triple couronne américaine, et s’imposa au ralenti, avec sept longueurs d’avance. 
Ainsi s'achève la carrière de celui que les Américains considèrent souvent comme le cheval du siècle. Man o'War se retire avec trois records du monde, deux records américains, trois records d’hippodrome, un palmarès formidable mais surtout une empreinte sans pareille dans la mémoire des courses. Admis en 1957 au Hall of Fame des courses américaines, il trône à la première place du classement des 100 meilleurs chevaux de l'histoire des courses américaines au XXe siècle établi par le magazine Blood-Horse en 1999, et occupe la même position dans le classement des meilleurs chevaux du XXe siècle de ESPN, de l'Associated Press et de Sports Illustrated. Il est en outre classé à la 84e place au classement des meilleurs athlètes du XXe siècle de ESPN.

### Résumé de carrière
| Date         | Hippodrome      | Pays        | Course                      | Distance    | Jockey         | Place       | Écart       | Vainqueur ou deuxième |
| 1919, 2 ans  | 1919, 2 ans     | 1919, 2 ans | 1919, 2 ans                 | 1919, 2 ans | 1919, 2 ans    | 1919, 2 ans | 1919, 2 ans | 1919, 2 ans           |
| ------------ | --------------- | ----------- | --------------------------- | ----------- | -------------- | ----------- | ----------- | --------------------- |
| 6 juin       | Belmont Park    | États-Unis  | Maiden                      | 1 000 m     | J. Loftus      | 1er / 7     | 6           | Retrieve              |
| 9 juin       | Belmont Park    | États-Unis  | Keene Memorial Stakes       | 1 100 m     | J. Loftus      | 1er / 6     | 3           | On Watch              |
| 21 juin      | Jamaica         | États-Unis  | Youthful Stakes             | 1 100 m     | J. Loftus      | 1er / 4     | 2 1⁄2       | On Watch              |
| 23 juin      | Aqueduct        | États-Unis  | Hudson Stakes               | 1 000 m     | J. Loftus      | 1er / 5     | 1 ⁄2        | Violet Trip           |
| 5 juillet    | Aqueduct        | États-Unis  | Tremont Stakes              | 1 200 m     | J. Loftus      | 1er / 3     | 1           | Ralco                 |
| 2 août       | Saratoga        | États-Unis  | United States Hotel Stakes  | 1 200 m     | J. Loftus      | 1er / 10    | 2           | Upset                 |
| 13 août      | Saratoga        | États-Unis  | Sanford Memorial            | 1 200 m     | J. Loftus      | 2e / 7      | enc.        | Upset                 |
| 23 août      | Saratoga        | États-Unis  | Grand Union Hotel Stakes    | 1 200 m     | J. Loftus      | 1er / 10    | 1           | Upset                 |
| 30 août      | Saratoga        | États-Unis  | Hopeful Stakes              | 1 200 m     | J. Loftus      | 1er / 8     | 4           | Cleopatra             |
| 13 septembre | Belmont Park    | États-Unis  | Belmont Futurity            | 1 200 m     | J. Loftus      | 1er / 10    | 2 1⁄2       | John P. Grier         |
| 1920, 3 ans  |                 |             |                             |             |                |             |             |                       |
| 18 mai       | Pimlico         | États-Unis  | Preakness Stakes            | 1 800 m     | C. Kummer      | 1er / 9     | 1 ⁄2        | Upset                 |
| 29 mai       | Belmont Park    | États-Unis  | Withers Stakes              | 1 600 m     | C. Kummer      | 1er / 7     | 2           | Wildair               |
| 12 juin      | Belmont Park    | États-Unis  | Belmont Stakes              | 2 200 m     | C. Kummer      | 1er / 4     | 20          | Donnacona             |
| 22 juin      | Jamaica         | États-Unis  | Stuyvesant Handicap         | 1 600 m     | C. Kummer      | 1er / 5     | 8           | Yellow Hand           |
| 10 juillet   | Aqueduct        | États-Unis  | Dwyer Stakes                | 1 800 m     | C. Kummer      | 1er / 6     | 1 ⁄2        | John P. Grier         |
| 7 août       | Saratoga        | États-Unis  | Miller Stakes               | 1 900 m     | E. Sande       | 1er / 4     | 6           | Donnacona             |
| 21 août      | Saratoga        | États-Unis  | Travers Stakes              | 2 000 m     | A. Schuttinger | 1er / 8     | 3           | Upset                 |
| 4 septembre  | Belmont Park    | États-Unis  | Lawrence Realization Stakes | 2 600 m     | C. Kummer      | 1er / 2     | 100 +       | Hoodwink              |
| 11 septembre | Belmont Park    | États-Unis  | Jockey Club Gold Cup        | 2 400 m     | C. Kummer      | 1er / 5     | 15          | Danask                |
| 18 septembre | Havre de Grace  | États-Unis  | Potomac Handicap            | 1 700 m     | C. Kummer      | 1er / 7     | 1 ⁄2        | Wildair               |
| 12 octobre   | Kenilworth Park | Canada      | Kenilworth Park Gold Cup    | 2 000 m     | C. Kummer      | 1er / 5     | 7           | Sir Barton            |

## Au haras

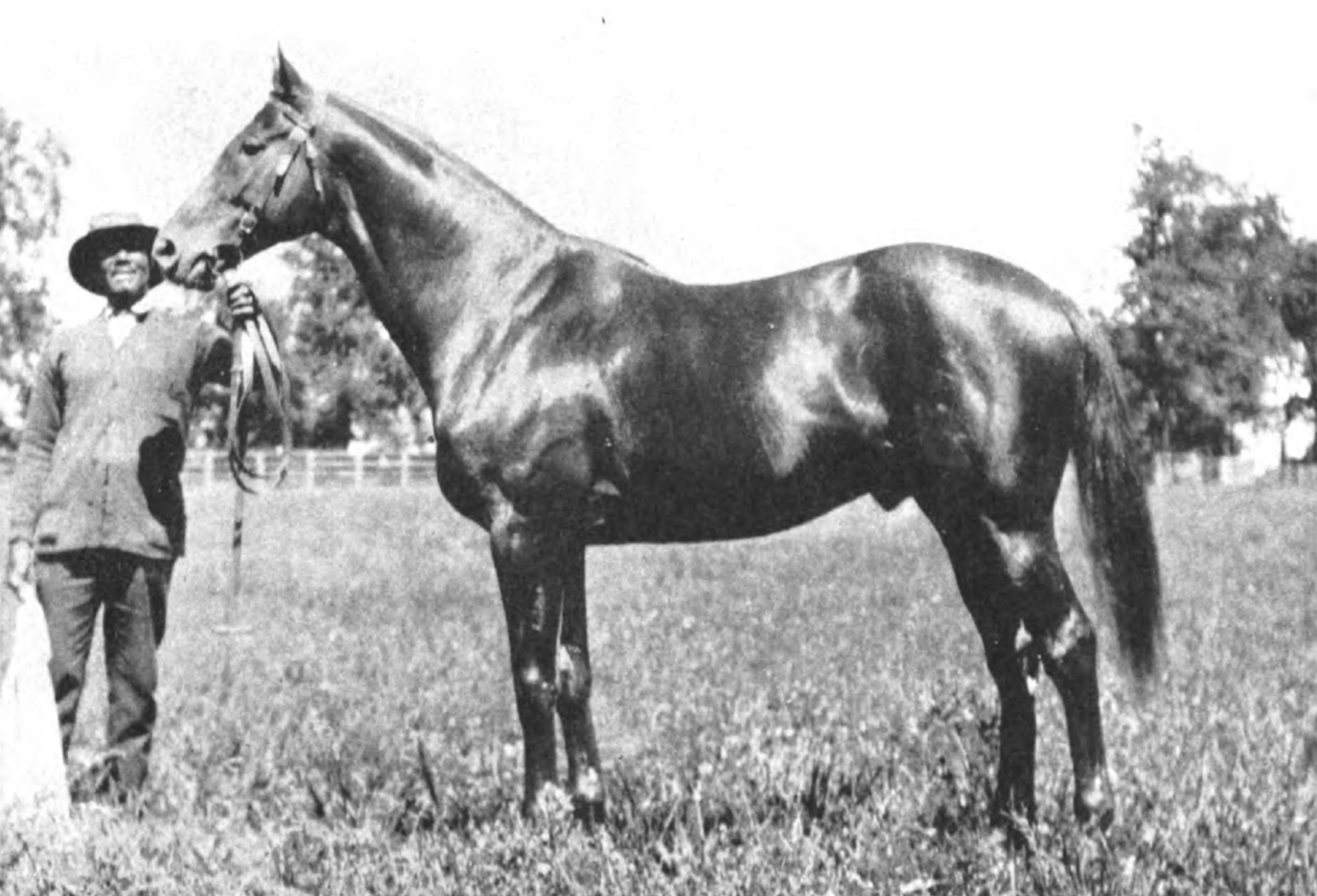
Man o'War au haras

Retiré à Faraway Farm, dans le Kentucky, Man o'War allait se révéler comme un reproducteur de tout premier plan, très influent. Et ce même si son propriétaire ne fit pas que des choix judicieux concernant la jumenterie qui lui fut présentée. Il engendra l’un des plus grands champions de l’histoire, War Admiral, vainqueur de la Triple couronne en 1937, et éternel rival du légendaire Seabiscuit, lui-même issu d’un fils de Man o'War, Hard Track. Citons également American Flag et Crusader, qui enlevèrent les Belmont Stakes en 1925 et 1926 et furent consacrés, chacun à leur tour, meilleur 3 ans américain et, pour le second, cheval de l’année et membre du Hall of Fame. Ou encore le steeple-chaser Battleship, lui aussi membre du Hall of Fame. Man o'War fut retiré de la monte en 1943.
De nombreux champions, tel Allez France, descendent de Man o'War, qui mourut à l’âge canonique de 30 ans, en 1947. Inhumé d’abord à Faraway Farm, il fut ensuite déplacé au début des années 1970, en même temps que son fils War Admiral, au Kentucky Horse Park’s Hall of Champions, à Lexington, où d’autres cracks viennent finir leurs jours. Sa tombe est ornée d’une statue à son effigie, réalisée par le sculpteur Herbert Haseltine.

## Honneurs et récompenses

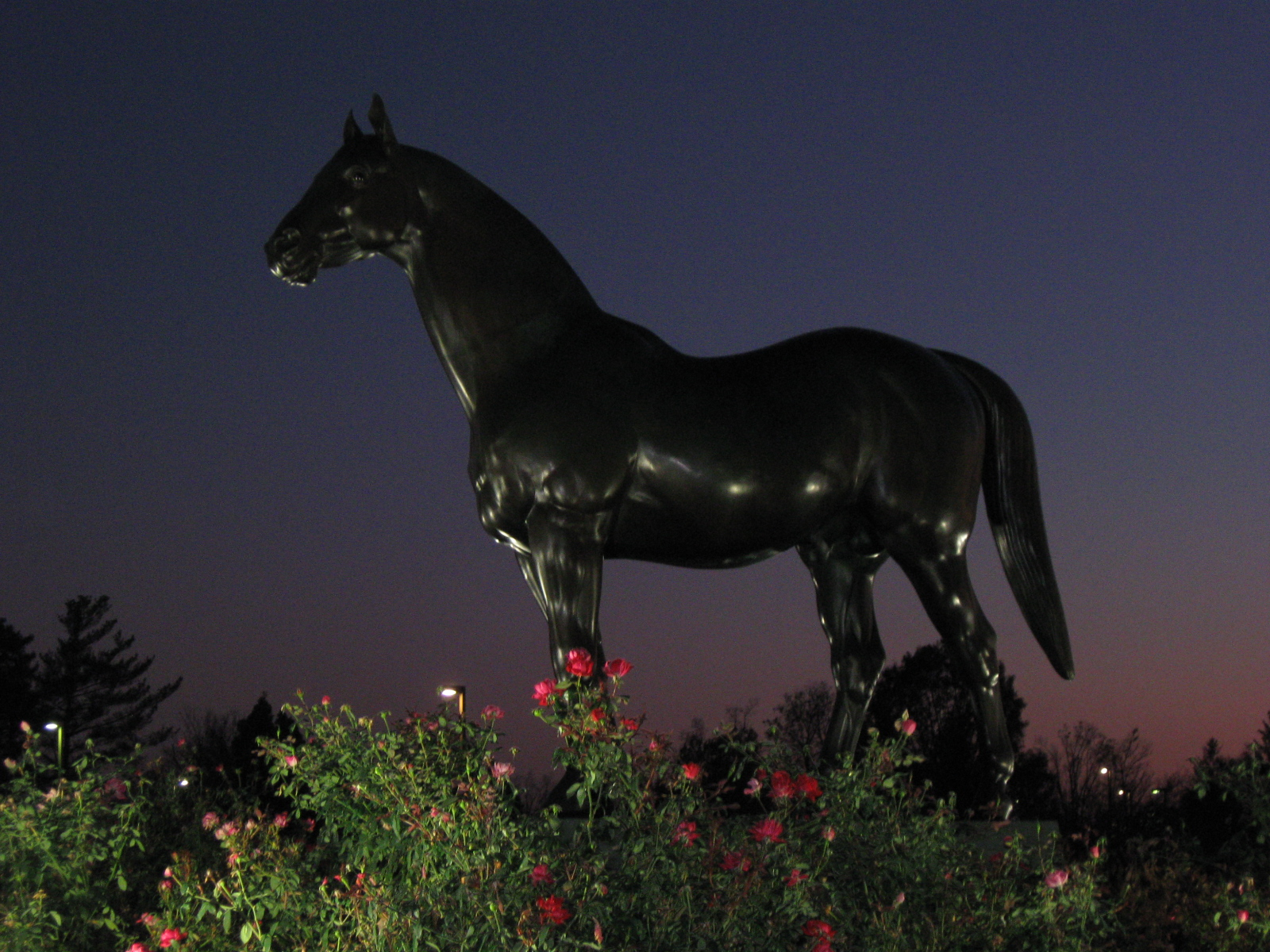
Statue de Man o'War au Kentucky Horse Park, Lexington, Kentucky

Une grande course qui se déroule à New York, les Man o'War Stakes, le célèbre chaque année, et plusieurs rues portent son nom. 
À l'occasion de son 21e anniversaire, une émission fut diffusée à l'échelle nationale depuis Faraway Farm. Plusieurs ouvrages lui sont consacrés : édité en 1950, Man o'War, signé par Page Cooper et le célèbre journaliste sportif Roger Treat, est un classique du genre. Walter Farley, l’auteur de la célèbre série L'Étalon noir, publia une autre biographie. La dernière en date, écrite par Dorothy Ours, s’intitule Man o' War : A Legend Like Lightning (2006).
Man o'War apparait dans La Fille de Négofol (Kentucky Pride), film muet réalisé en 1925 par John Ford.

## Origines
Man o'War est le chef-d’œuvre de Fair Play, membre du Hall of Fame, qui fut l'un des meilleurs chevaux d'une génération dominée par le grand Colin, dont il fut le souffre-douleur : quatre fois il fut devancé par lui à 2 et 3 ans, leur dernier affrontement ayant lieu dans les Belmont Stakes où il s'approcha à une tête de son rival. Fair Play fut un très grand étalon, trois fois tête de liste et trois fois tête de liste des pères de mères, et présent dans la plupart des pedigrees américains, grâce à Man o'War et surtout, via son fils Display, grâce à son petit-fils le champion Discovery (HoF), père de mère des incontournables Native Dancer et Bold Ruler.
Mahubah, la mère de Man o'War, ne gagna qu'une seule de ses cinq sorties, mais cette fille d'Anglais importés aux États-Unis (son père Rock Sand, grand champion, gagna la Triple Couronne britannique en 1903) fut une formidable génitrice, au point d'être désignée "Cluster Mare", c'est-à-dire une poulinière qui a produit, en l'espace de six générations au maximum, au moins deux vainqueurs de cinq ou plus des huit plus grandes courses américaines. Outre Man o'War, elle donna aussi My Play, lauréat de l'Aqueduct Handicap et de la Jockey Club Gold Cup, qui devint un bon étalon, et Masda, troisième mère d'Assault, lauréat de la Triple Couronne américaine en 1946.
Fair Play est mort en 1929, Mahubah en 1931 : tous deux sont enterrés côte à côte à Elmendorf Farm. 

### Pedigree
| Origines de Man o'War (USA), mâle alezan né en 1917 | Origines de Man o'War (USA), mâle alezan né en 1917 | Origines de Man o'War (USA), mâle alezan né en 1917 | Origines de Man o'War (USA), mâle alezan né en 1917 |
| --------------------------------------------------- | --------------------------------------------------- | --------------------------------------------------- | --------------------------------------------------- |
| Père Fair Play ch. 1905                             | Hastings br. 1893                                   | Spendthrift                                         | Australian                                          |
| Père Fair Play ch. 1905                             | Hastings br. 1893                                   | Spendthrift                                         | Aerolite                                            |
| Père Fair Play ch. 1905                             | Hastings br. 1893                                   | Cinderella                                          | Tomahawk                                            |
| Père Fair Play ch. 1905                             | Hastings br. 1893                                   | Cinderella                                          | Manna                                               |
| Père Fair Play ch. 1905                             | Fairy Gold ch. 1896                                 | Bend Or                                             | Doncaster                                           |
| Père Fair Play ch. 1905                             | Fairy Gold ch. 1896                                 | Bend Or                                             | Rouge Rose                                          |
| Père Fair Play ch. 1905                             | Fairy Gold ch. 1896                                 | Dame Masham                                         | Galliard                                            |
| Père Fair Play ch. 1905                             | Fairy Gold ch. 1896                                 | Dame Masham                                         | Pauline                                             |
| Mère Mahubah b. 1910                                | Rock Sand br. 1900                                  | Sainfoin                                            | Springfield                                         |
| Mère Mahubah b. 1910                                | Rock Sand br. 1900                                  | Sainfoin                                            | Sanda                                               |
| Mère Mahubah b. 1910                                | Rock Sand br. 1900                                  | Roquebrune                                          | St. Simon                                           |
| Mère Mahubah b. 1910                                | Rock Sand br. 1900                                  | Roquebrune                                          | St. Marguerite                                      |
| Mère Mahubah b. 1910                                | Merry Token b. 1891                                 | Merry Hampton                                       | Hampton                                             |
| Mère Mahubah b. 1910                                | Merry Token b. 1891                                 | Merry Hampton                                       | Doll Tearsheet                                      |
| Mère Mahubah b. 1910                                | Merry Token b. 1891                                 | Mizpah                                              | Macgregor                                           |
| Mère Mahubah b. 1910                                | Merry Token b. 1891                                 | Mizpah                                              | Underhand Mare (famille 4-c)                        |